# Курган «Ярущана могила»
Курган «Ярущана могила» знаходиться у м. Кривий Ріг, Довгинцівський район, вул. Серафімовича, у сквері залізничників біля ст. Кривий Ріг-Головний. Охоронний номер 7805.

## Передісторія
Курган було виявлено у 1983 році археологом О. О. Мельником. Належить до епохи бронзи.

## Пам'ятка

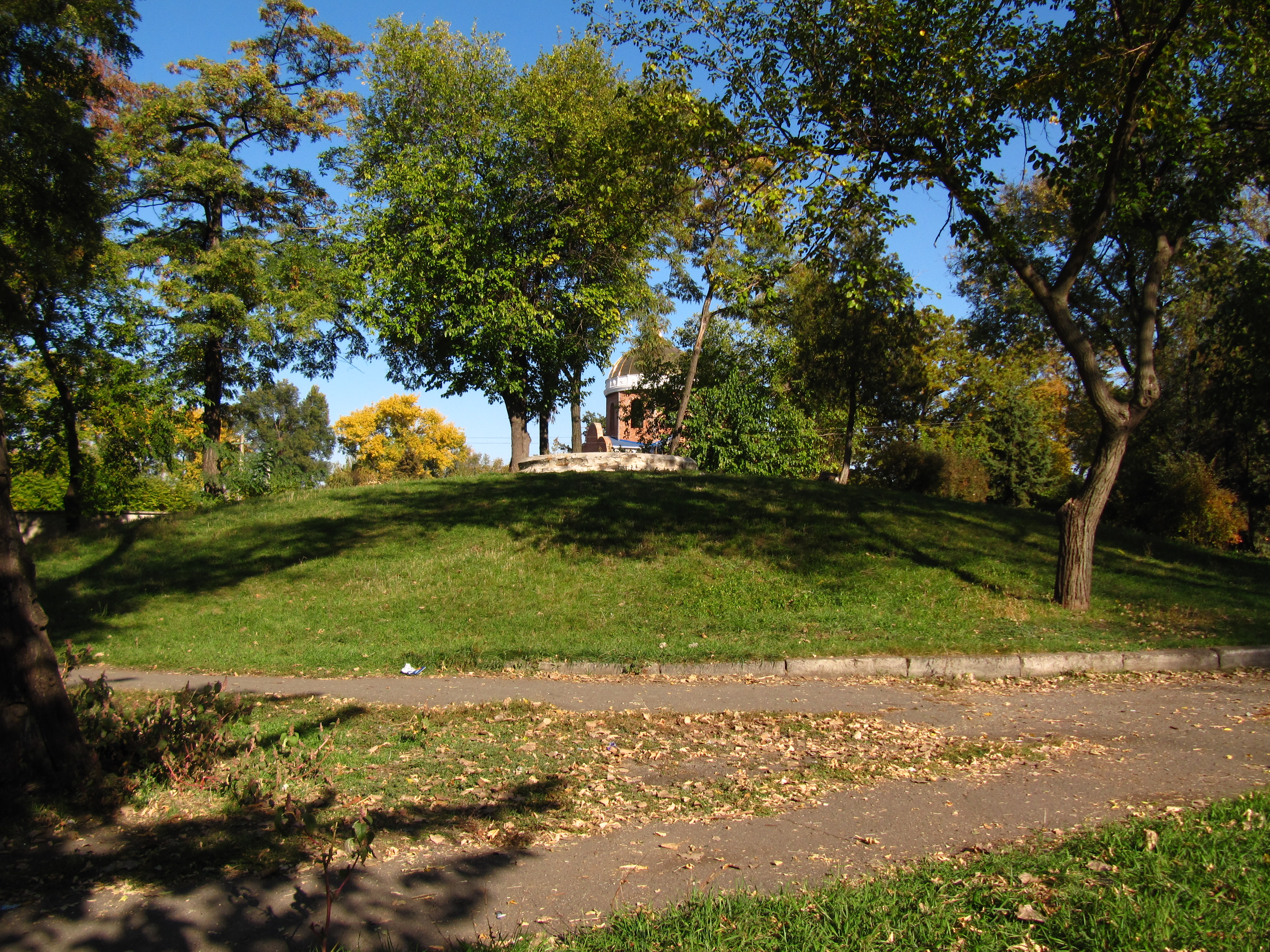
Курган «Ярущана могила»

Насип кургану у 50-ті роки ХХ століття був використаний як садово-паркова споруда з клумбою на вершині та сходинками по обидві сторони. В центрі кургану на круглому в плані постаменті діаметром 3 метри знаходився пам'ятник В. І. Леніну, який у 2007 році було перенесено. Курган має форму сплощеної напівсфери. Діаметр насипу 45м, висота 2,7 м, поверхня задернована. Пола кургану підрізана по колу асфальтованими доріжками парку, а північний і північно-східний сектори обмежуються підпірною цегляною стінкою висотою 0,4-0,7 м. На східному схилі облаштовано цегляні сходинки до вершини, де розташовується кругла клумба. В плані пішохідна доріжка має передній майданчик, який на рівні поли розширена до розмірів 3×2,2 м. Від нього відходять дві дугоподібні гілки сходинок до цегляної оштукатуреної клумби зовнішнім діаметром 5,2 м. На полі та східному схилі насипу дерева висотою до 15 м і газон. Ділянка навколо кургану заасфальтована і обкладена бетонними плитами розмірами 1×1 м. Огорожа та інформаційні таблички відсутні.